# Robert N. Noyce Medal
Die Robert N. Noyce Medal ist eine Auszeichnung der IEEE für herausragende Beiträge zur Mikroelektronik-Industrie. Sie ist nach dem Gründer von Intel Robert N. Noyce benannt und wird von Intel gesponsert.
Die Semiconductor Industry Association vergibt noch einen Robert N. Noyce Award für herausragende Leistungen für die Halbleiter-Industrie.

## Preisträger
- 2000 Morris Chang (Taiwan Semiconductor Manufacturing)
- 2001 Hajime Sasaki (NEC)
- 2002 Yoshio Nishi (Texas Instruments)
- 2003 Donald R. Scifres (JDS Uniphase)
- 2004 Craig R. Barrett (Intel)
- 2005 Wilfred Corrigan (LSI Logic)
- 2006 Shoichiro Yoshida (Nikon)
- 2007 Aart de Geus (Synopsys Inc.)
- 2008 Paul R. Gray (Universität Berkeley)
- 2009 Eliyahou Harari (Sandisk Corp.)
- 2010 James C. Morgan (Applied Materials)
- 2011 Pasquale Pistorio (STMicroelectronics)
- 2012 Yoon-Woo Lee (Samsung)
- 2013 Sunlin Chou, Youssef A. El-Mansy (Intel Corporation)
- 2014 John E. Kelly III (IBM Corporation)
- 2015 Martin van den Brink (ASML)
- 2016 Takuo Sugano (Universität Tokio)
- 2017 Henry I. Smith (MIT)
- 2018 Tsugio Makimoto (Technovision)
- 2019 Antun Domic (Synopsys Inc.)
- 2020 Susumu Kohyama (MIEEE)
- 2021 Lisa Su (AMD)
- 2022 Jason Cong (UCLA)
- 2023 Luc Van den Hove (IMEC)
- 2024 Ming-Kai Tsai (MediaTek)
- 2025 Kinam Kim (Samsung Advanced Institute of Technology)